# Natá (Chipre)
Natá (en griego: Νατά) es un pequeño pueblo en el Distrito de Pafos en el suroeste de Chipre. Es un pueblo tradicional relativamente virgen situado en la ladera sudeste del Valle del Río Xeros con aproximadamente 300 residentes que poco a poco están aumentando debido a la cantidad de extranjeros que quieren vivir allí. El valle es verde en invierno, pero de color marrón en verano. El río Xeros fluye generalmente durante la temporada de lluvias y se seca en verano, aunque a veces puede fluir si ha habido fuertes lluvias en las montañas.
Tiene vistas al mar Mediterráneo y a las montañas de Troodos. Está aproximadamente a 20 minutos del centro de la ciudad de Pafos y a unos 10 minutos del mar. El aeropuerto internacional está a unos 15 minutos.
La presa más grande en Pafos comienza en Natá y abastece de agua a la mayoría del Distrito, que tiene una población de 76.100 habitantes.
Cuenta con numerosas festividades durante el año, especialmente durante mediados de agosto en que se celebran fiestas (Panagia, Παναγία) en torno a la figura de la virgen María. Tiene una hermosa iglesia dedicada a San Nicolás (Άγιος Νικόλαος, Agios Nikolaos) en el centro del pueblo y otra construida alrededor del siglo XIV clasificada como patrimonio mundial.
Muchas personas abandonaron el pueblo en los años 50 y 60 del siglo XX, cuando las condiciones de vida eran duras y existían pocas oportunidades. La mayoría se trasladó a Australia, principalmente a Melbourne y Perth. Algunos fueron a Alemania, Inglaterra, Sudáfrica y Canadá, donde han prosperado y educado a sus hijos que han contribuido en gran medida al desarrollo de sus países de adopción.